# 2025-ös Le Mans-i 24 órás verseny

A 93. Le Mans-i 24 órás autóversenyt 2025. június 14-15. között tartották meg a Circuit de la Sarthe versenypályán. Az esemény a 2025-ös hosszútávú-világbajnokság negyedik fordulója volt.

## Nevezési Lista

### Automatikus nevezés
A Le Mans-i 24 órás versenyre automatikusan nevezik a teljes WEC mezőnyt, emellé automatikusan meghívják az előző évi Európai Le Mans széria első első helyezettjét az LMP2-es és LMGT3 kategóriából, emellé ugyanebből a versenysorozatból a LMP2-es kategória második, az LMP2 Am-Pro és LMP3 kategória első helyezettjeit. Az IMSA bajnokságból is hívnak kategóriánként 1-1 résztvevőt. Emellett az Ázsiai Le Mans széria LMP2-es és LMGT3 első helyezettjei, valamint az Európai GT World Challenge Bronz kupájának első helyezettjét.
| Eredmény                                                    | Hypercar                  | LMP2                  | LMGT3          |
| ----------------------------------------------------------- | ------------------------- | --------------------- | -------------- |
| 1. helyezett 2024-es Európai Le Mans széria (LMP2 és LMGT3) |                           | AO by TF              | Iron Lynx      |
| 2. helyezett 2024-es Európai Le Mans széria (LMP2)          | Inter Europol Competition |                       |                |
| 1. helyezett 2024-es Európai Le Mans széria (LMP2 Pro-Am)   | AF Corse                  |                       |                |
| 1. helyezett 2024-es Európai Le Mans széria (LMP3)          | RLR MSport                |                       |                |
| IMSA sorozat által nevezett indulók                         | Porsche Penske Motorsport | Nick Boulle           | Orey Fidani    |
| 1. helyezett 2024-es Ázsiai Le Mans széria (LMP2 és GT)     |                           | Algarve Pro Racing    | Manthey Racing |
| 1. helyezett 2024-es GT World Challenge Europe (Bronze Cup) |                           | Sky – Tempesta Racing |                |
| Forrás:                                                     |                           |                       |                |

### Nevezettek listája
| Ikon | Széria                           |
| ---- | -------------------------------- |
| WEC  | FIA World Endurance Championship |
| ELMS | Európai Le Mans széria           |
| ALMS | Ázsiai Le Mans széria            |
| IMSA | IMSA                             |
| GTWC | GT World Challenge Europe        |
| 24LM | Csak a Le Mans-i 24 óráson indul |
| Ikon | MISC                             |
| P2   | LMP2                             |
| PA   | LMP2 Pro-Am                      |

| No.                  | Csapat                    | Autó                             | Gumi                 | Széria               | MISC                 | Versenyzők             | Versenyzők               | Versenyzők               |
| Hypercar (21 induló) | Hypercar (21 induló)      | Hypercar (21 induló)             | Hypercar (21 induló) | Hypercar (21 induló) | Hypercar (21 induló) | Hypercar (21 induló)   | Hypercar (21 induló)     | Hypercar (21 induló)     |
| -------------------- | ------------------------- | -------------------------------- | -------------------- | -------------------- | -------------------- | ---------------------- | ------------------------ | ------------------------ |
| 007                  | Aston Martin THOR Team    | Aston Martin Valkyrie            | M                    | WEC                  |                      | Tom Gamble             | Ross Gunn                | Harry Tincknell          |
| 009                  | Aston Martin THOR Team    | Aston Martin Valkyrie            | M                    | WEC                  |                      | Roman De Angelis       | Alex Riberas             | Marco Sørensen           |
| 4                    | Porsche Penske Motorsport | Porsche 963                      | M                    | IMSA                 | Hybrid               | Felipe Nasr            | Nick Tandy               | Pascal Wehrlein          |
| 5                    | Porsche Penske Motorsport | Porsche 963                      | M                    | WEC                  | Hybrid               | Julien Andlauer        | Michael Christensen      | Mathieu Jaminet          |
| 6                    | Porsche Penske Motorsport | Porsche 963                      | M                    | WEC                  | Hybrid               | Matt Campbell          | Kévin Estre              | Laurens Vanthoor         |
| 7                    | Toyota Gazoo Racing       | Toyota GR010 Hybrid              | M                    | WEC                  | Hybrid               | Mike Conway            | Kobajasi Kamui           | Nyck de Vries            |
| 8                    | Toyota Gazoo Racing       | Toyota GR010 Hybrid              | M                    | WEC                  | Hybrid               | Sébastien Buemi        | Brendon Hartley          | Hirakava Rjó             |
| 12                   | Cadillac Hertz Team Jota  | Cadillac V-Series.R              | M                    | WEC                  | Hybrid               | Alex Lynn              | Norman Nato              | Will Stevens             |
| 15                   | BMW M Team WRT            | BMW M Hybrid V8                  | M                    | WEC                  | Hybrid               | Kevin Magnussen        | Raffaele Marciello       | Dries Vanthoor           |
| 20                   | BMW M Team WRT            | BMW M Hybrid V8                  | M                    | WEC                  | Hybrid               | Robin Frijns           | René Rast                | Sheldon van der Linde    |
| 35                   | Alpine Endurance Team     | Alpine A424                      | M                    | WEC                  | Hybrid               | Paul-Loup Chatin       | Habsburg Ferdinánd       | Charles Milesi           |
| 36                   | Alpine Endurance Team     | Alpine A424                      | M                    | WEC                  | Hybrid               | Jules Gounon           | Frédéric Makowiecki      | Mick Schumacher          |
| 38                   | Cadillac Hertz Team Jota  | Cadillac V-Series.R              | M                    | WEC                  | Hybrid               | Earl Bamber            | Sébastien Bourdais       | Jenson Button            |
| 50                   | Ferrari AF Corse          | Ferrari 499P                     | M                    | WEC                  | Hybrid               | Antonio Fuoco          | Miguel Molina            | Nicklas Nielsen          |
| 51                   | Ferrari AF Corse          | Ferrari 499P                     | M                    | WEC                  | Hybrid               | James Calado           | Antonio Giovinazzi       | Alessandro Pier Guidi    |
| 83                   | AF Corse                  | Ferrari 499P                     | M                    | WEC                  | Hybrid               | Phil Hanson            | Robert Kubica            | Je Jifei                 |
| 93                   | Peugeot TotalEnergies     | Peugeot 9X8                      | M                    | WEC                  | Hybrid               | Paul di Resta          | Mikkel Jensen            | Jean-Éric Vergne         |
| 94                   | Peugeot TotalEnergies     | Peugeot 9X8                      | M                    | WEC                  | Hybrid               | Loïc Duval             | Malthe Jakobsen          | Stoffel Vandoorne        |
| 99                   | Proton Competition        | Porsche 963                      | M                    | WEC                  | Hybrid               | Neel Jani              | Nico Pino                | Nicolás Varrone          |
| 101                  | Cadillac WTR              | Cadillac V-Series.R              | M                    | IMSA                 | Hybrid               | Filipe Albuquerque     | Jordan Taylor            | Ricky Taylor             |
| 311                  | Cadillac Whelen           | Cadillac V-Series.R              | M                    | IMSA                 | Hybrid               | Jack Aitken            | Felipe Drugovich         | Frederik Vesti           |
| LMP2 (17 induló)     |                           |                                  |                      |                      |                      |                        |                          |                          |
| 9                    | Iron Lynx – Proton        | Oreca 07-Gibson                  | G                    | ELMS                 | P2                   | Macéo Capietto         | Reshad de Gerus          | Jonas Ried               |
| 11                   | Proton Competition        | Oreca 07-Gibson                  | G                    | ALMS                 | PA                   | René Binder            | Giorgio Roda             | Bent Viscaal             |
| 16                   | RLR MSport                | Oreca 07-Gibson                  | G                    | 24LM                 | PA                   | Ryan Cullen            | Michael Jensen           | Patrick Pilet            |
| 18                   | IDEC Sport                | Oreca 07-Gibson                  | G                    | ELMS                 | P2                   | Jamie Chadwick         | Mathys Jaubert           | André Lotterer           |
| 22                   | United Autosports         | Oreca 07-Gibson                  | G                    | ELMS                 | P2                   | Pietro Fittipaldi      | David Heinemeier Hansson | Renger van der Zande     |
| 23                   | United Autosports         | Oreca 07-Gibson                  | G                    | ELMS                 | PA                   | Ben Hanley             | Oliver Jarvis            | Daniel Schneider         |
| 24                   | Nielsen Racing            | Oreca 07-Gibson                  | G                    | ELMS                 | PA                   | Cem Bölükbaşı          | Colin Braun              | Naveen Rao               |
| 25                   | Algarve Pro Racing        | Oreca 07-Gibson                  | G                    | ELMS                 | P2                   | Lorenzo Fluxá          | Matthias Kaiser          | Théo Pourchaire          |
| 28                   | IDEC Sport                | Oreca 07-Gibson                  | G                    | ELMS                 | P2                   | Sebastián Álvarez      | Paul Lafargue            | Job van Uitert           |
| 29                   | TDS Racing                | Oreca 07-Gibson                  | G                    | ELMS                 | PA                   | Mathias Beche          | Clément Novalak          | Rodrigo Sales            |
| 34                   | Inter Europol Competition | Oreca 07-Gibson                  | G                    | IMSA                 | PA                   | Nick Boulle            | Luca Ghiotto             | Jean-Baptiste Simmenauer |
| 37                   | CLX – Pure Rxcing         | Oreca 07-Gibson                  | G                    | ELMS                 | P2                   | Tom Blomqvist          | Alex Malykhin            | Tristan Vautier          |
| 43                   | Inter Europol Competition | Oreca 07-Gibson                  | G                    | ELMS                 | P2                   | Tom Dillmann           | Jakub Śmiechowski        | Nick Yelloly             |
| 45                   | Algarve Pro Racing        | Oreca 07-Gibson                  | G                    | IMSA                 | PA                   | Nick Catsburg          | George Kurtz             | Alex Quinn               |
| 48                   | VDS Panis Racing          | Oreca 07-Gibson                  | G                    | ELMS                 | P2                   | Oliver Gray            | Esteban Masson           | Franck Perera            |
| 183                  | AF Corse                  | Oreca 07-Gibson                  | G                    | ELMS                 | PA                   | António Félix da Costa | François Perrodo         | Matthieu Vaxivière       |
| 199                  | AO by TF                  | Oreca 07-Gibson                  | G                    | ELMS                 | PA                   | Dane Cameron           | Louis Delétraz           | P. J. Hyett              |
| LMGT3 (24 induló)    |                           |                                  |                      |                      |                      |                        |                          |                          |
| 10                   | Racing Spirit of Léman    | Aston Martin Vantage AMR GT3 Evo | G                    | WEC                  |                      | Eduardo Barrichello    | Derek DeBoer             | Valentin Hasse-Clot      |
| 13                   | AWA Racing                | Chevrolet Corvette Z06 GT3.R     | G                    | IMSA                 |                      | Matt Bell              | Orey Fidani              | Lars Kern                |
| 21                   | Vista AF Corse            | Ferrari 296 GT3                  | G                    | WEC                  |                      | François Hériau        | Simon Mann               | Alessio Rovera           |
| 27                   | Heart of Racing Team      | Aston Martin Vantage AMR GT3 Evo | G                    | WEC                  |                      | Mattia Drudi           | Ian James                | Zacharie Robichon        |
| 31                   | The Bend Team WRT         | BMW M4 GT3 Evo                   | G                    | WEC                  |                      | Timur Boguslavskiy     | Augusto Farfus           | Yasser Shahin            |
| 33                   | TF Sport                  | Chevrolet Corvette Z06 GT3.R     | G                    | WEC                  |                      | Jonny Edgar            | Daniel Juncadella        | Ben Keating              |
| 46                   | Team WRT                  | BMW M4 GT3 Evo                   | G                    | WEC                  |                      | Ahmad Al Harthy        | Valentino Rossi          | Kelvin van der Linde     |
| 54                   | Vista AF Corse            | Ferrari 296 GT3                  | G                    | WEC                  |                      | Francesco Castellacci  | Thomas Flohr             | Davide Rigon             |
| 57                   | Kessel Racing             | Ferrari 296 GT3                  | G                    | ELMS                 |                      | Takeshi Kimura         | Daniel Serra             | Casper Stevenson         |
| 59                   | United Autosports         | McLaren 720S GT3 Evo             | G                    | WEC                  |                      | Sébastien Baud         | James Cottingham         | Grégoire Saucy           |
| 60                   | Iron Lynx                 | Mercedes-AMG GT3 Evo             | G                    | WEC                  |                      | Andrew Gilbert         | Lorcan Hanafin           | Fran Rueda               |
| 61                   | Iron Lynx                 | Mercedes-AMG GT3 Evo             | G                    | WEC                  |                      | Martin Berry           | Lin Hodenius             | Maxime Martin            |
| 63                   | Iron Lynx                 | Mercedes-AMG GT3 Evo             | G                    | ELMS                 |                      | Brenton Grove          | Stephen Grove            | Luca Stolz               |
| 77                   | Proton Competition        | Ford Mustang GT3                 | G                    | WEC                  |                      | Ben Barker             | Bernardo Sousa           | Ben Tuck                 |
| 78                   | Akkodis ASP Team          | Lexus RC F GT3                   | G                    | WEC                  |                      | Finn Gehrsitz          | Jack Hawksworth          | Arnold Robin             |
| 81                   | TF Sport                  | Chevrolet Corvette Z06 GT3.R     | G                    | WEC                  |                      | Rui Andrade            | Charlie Eastwood         | Tom van Rompuy           |
| 85                   | Iron Dames                | Porsche 911 GT3 R (992)          | G                    | WEC                  |                      | Sarah Bovy             | Rahel Frey               | Célia Martin             |
| 87                   | Akkodis ASP Team          | Lexus RC F GT3                   | G                    | WEC                  |                      | José María López       | Clemens Schmid           | Răzvan Umbrărescu        |
| 88                   | Proton Competition        | Ford Mustang GT3                 | G                    | WEC                  |                      | Stefano Gattuso        | Giammarco Levorato       | Dennis Olsen             |
| 90                   | Manthey                   | Porsche 911 GT3 R (992)          | G                    | ALMS                 |                      | Antares Au             | Klaus Bachler            | Loek Hartog              |
| 92                   | Manthey 1st Phorm         | Porsche 911 GT3 R (992)          | G                    | WEC                  |                      | Ryan Hardwick          | Richard Lietz            | Riccardo Pera            |
| 95                   | United Autosports         | McLaren 720S GT3 Evo             | G                    | WEC                  |                      | Sean Gelael            | Darren Leung             | Szató Marino             |
| 150                  | Richard Mille AF Corse    | Ferrari 296 GT3                  | G                    | ELMS                 |                      | Riccardo Agostini      | Custodio Toledo          | Lilou Wadoux             |
| 193                  | Ziggo Sport – Tempesta    | Ferrari 296 GT3                  | G                    | GTWC                 |                      | Eddie Cheever III      | Chris Froggatt           | Jonathan Hui             |
| Forrás:              |                           |                                  |                      |                      |                      |                        |                          |                          |

### Tartaléklista
| Hely    | Kategória | No. | Csapat             | Autó            | Gumi | Széria | MISC   | Versenyzők           | Versenyzők        | Versenyzők      |
| ------- | --------- | --- | ------------------ | --------------- | ---- | ------ | ------ | -------------------- | ----------------- | --------------- |
| 1.      | Hypercar  | 44  | Proton Competition | Porsche 963     | M    | IMSA   | Hybrid | Tristan Vautier      | TBA               | TBA             |
| 2.      | LMGT3     | 86  | GR Racing          | Ferrari 296 GT3 | G    | ELMS   |        | Michael Wainwright   | TBA               | TBA             |
| 3.      | LMP2      | 3   | DKR Engineering    | Oreca 07-Gibson | G    | ELMS   | PA     | Alexander Mattschull | TBA               | TBA             |
| 4.      | LMP2      | 30  | Duqueine Team      | Oreca 07-Gibson | G    | ELMS   | PA     | Mark Patterson       | TBA               | TBA             |
| 5.      | LMGT3     | 66  | JMW Motorsport     | Ferrari 296 GT3 | G    | ELMS   |        | Jason Hart           | Scott Noble       | TBA             |
| 6.      | LMP2      | 26  | Vector Sport       | Oreca 07-Gibson | G    | ELMS   | P2     | Ryan Cullen          | Pietro Fittipaldi | Vladislav Lomko |
| Forrás: |           |     |                    |                 |      |        |        |                      |                   |                 |

1. ↑  Malykhin fehérorosz, de mivel teljesítette a Saint Kitts és Nevisi követelményeket, így ennek az országnak a színében idul, mivel az FIA betiltotta az orosz nemzeti jelképeket az ukrajnai invázió miatt.
2. 1 2  Boguslavskiy és Lomko orosz, de semleges versenyzőként versenyezhetnek, mivel a FIA betiltotta az orosz nemzeti jelképeket az ukrajnai invázió miatt.

## Eredmények

### Időmérő
| Poz     | Kategória     | No. | Csapat                    | Időmérő   | Hyperpole 1 | Hyperpole 2 | Rajtrács |
| ------- | ------------- | --- | ------------------------- | --------- | ----------- | ----------- | -------- |
| 1       | Hypercar      | 12  | Cadillac Hertz Team Jota  | 3:22.847  | 3:23.641    | 3:23.166    | 1        |
| 2       | Hypercar      | 38  | Cadillac Hertz Team Jota  | 3:23.467  | 3:23.141    | 3:23.333    | 2        |
| 3       | Hypercar      | 5   | Porsche Penske Motorsport | 3:23.544  | 3:23.979    | 3:23.475    | 3        |
| 4       | Hypercar      | 15  | BMW M Team WRT            | 3:22.887  | 3:24.061    | 3:23.659    | 4        |
| 5       | Hypercar      | 4   | Porsche Penske Motorsport | 3:24.584  | 3:23.547    | 3:23.983    | 5        |
| 6       | Hypercar      | 20  | BMW M Team WRT            | 3:23.805  | 3:23.250    | 3:24.009    | 6        |
| 7       | Hypercar      | 50  | Ferrari AF Corse          | 3:23.514  | 3:23.273    | 3:24.213    | 7        |
| 8       | Hypercar      | 311 | Cadillac Whelen           | 3:23.890  | 3:22.742    | 3:24.380    | 8        |
| 9       | Hypercar      | 36  | Alpine Endurance Team     | 3:23.945  | 3:23.462    | 3:24.398    | 9        |
| 10      | Hypercar      | 8   | Toyota Gazoo Racing       | 3:23.988  | 3:23.546    | Nincs idő   | 10       |
| 11      | Hypercar      | 51  | Ferrari AF Corse          | 3:23.163  | 3:24.143    |             | 11       |
| 12      | Hypercar      | 35  | Alpine Endurance Team     | 3:24.667  | 3:24.153    |             | 12       |
| 13      | Hypercar      | 83  | AF Corse                  | 3:23.994  | 3:24.327    |             | 13       |
| 14      | Hypercar      | 101 | Cadillac WTR              | 3:24.030  | 3:24.811    |             | 14       |
| 15      | Hypercar      | 009 | Aston Martin THOR Team    | 3:24.869  | 3:25.258    |             | 15       |
| 16      | Hypercar      | 7   | Toyota Gazoo Racing       | 3:25.062  |             |             | 16       |
| 17      | Hypercar      | 94  | Peugeot TotalEnergies     | 3:25.240  |             |             | 17       |
| 18      | Hypercar      | 93  | Peugeot TotalEnergies     | 3:25.494  |             |             | 18       |
| 19      | Hypercar      | 99  | Proton Competition        | 3:25.527  |             |             | 19       |
| 20      | Hypercar      | 007 | Aston Martin THOR Team    | 3:26.349  |             |             | 20       |
| Kiz     | Hypercar      | 6   | Porsche Penske Motorsport | 3:23.360  |             |             | 21       |
| 22      | LMP2 (Pro-Am) | 29  | TDS Racing                | 3:36.163  | 3:35.933    | 3:35.062    | 22       |
| 23      | LMP2          | 43  | Inter Europol Competition | 3:36.958  | 3:34.657    | 3:35.333    | 23       |
| 24      | LMP2 (Pro-Am) | 199 | AO by TF                  | 3:35.472  | 3:35.298    | 3:35.421    | 24       |
| 25      | LMP2 (Pro-Am) | 23  | United Autosports         | 3:35.657  | 3:36.463    | 3:35.459    | 25       |
| 26      | LMP2          | 22  | United Autosports         | 3:36.536  | 3:35.473    | 3:35.615    | 26       |
| 27      | LMP2          | 37  | CLX – Pure Rxcing         | 3:37.652  | 3:36.365    | 3:36.184    | 27       |
| 28      | LMP2 (Pro-Am) | 183 | AF Corse                  | 3:37.394  | 3:36.323    | 3:36.993    | 28       |
| 29      | LMP2 (Pro-Am) | 16  | RLR MSport                | 3:37.119  | 3:36.468    | 3:38.922    | 29       |
| 30      | LMP2          | 28  | IDEC Sport                | 3:37.004  | 3:36.675    |             | 30       |
| 31      | LMP2 (Pro-Am) | 45  | Algarve Pro Racing        | 3:35.954  | 3:36.834    |             | 31       |
| 32      | LMP2          | 48  | VDS Panis Racing          | 3:36.588  | 3:36.844    |             | 32       |
| 33      | LMP2          | 25  | Algarve Pro Racing        | 3:36.612  | 3:37.120    |             | 33       |
| 34      | LMP2 (Pro-Am) | 11  | Proton Competition        | 3:37.767  |             |             | 34       |
| 35      | LMP2          | 18  | IDEC Sport                | 3:37.940  |             |             | 35       |
| 36      | LMP2          | 9   | Proton                    | 3:38.548  |             |             | 36       |
| 37      | LMP2 (Pro-Am) | 34  | Inter Europol Competition | 3:39.328  |             |             | 37       |
| 38      | LMP2 (Pro-Am) | 24  | Nielsen Racing            | 3:40.271  |             |             | 38       |
| 39      | LMGT3         | 27  | Heart of Racing Team      | 3:57.083  | 3:54.718    | 3:52.789    | 39       |
| 40      | LMGT3         | 21  | Vista AF Corse            | 3:58.116  | 3:54.745    | 3:53.085    | 40       |
| 41      | LMGT3         | 46  | Team WRT                  | 3:56.875  | 3:54.345    | 3:54.966    | 41       |
| 42      | LMGT3         | 61  | Iron Lynx                 | 3:58.732  | 3:54.731    | 3:54.998    | 42       |
| 43      | LMGT3         | 92  | Manthey 1st Phorm         | 3:57.255  | 3:54.659    | 3:55.140    | 43       |
| 44      | LMGT3         | 81  | TF Sport                  | 3:57.690  | 3:54.646    | 3:55.740    | 44       |
| 45      | LMGT3         | 95  | United Autosports         | 3:58.977  | 3:55.186    | 3:55.965    | 45       |
| 46      | LMGT3         | 78  | Akkodis ASP Team          | 3:57.321  | 3:54.934    | 4:03.660    | 46       |
| 47      | LMGT3         | 193 | Ziggo Sport – Tempesta    | 3:57.960  | 3:55.853    |             | 47       |
| 48      | LMGT3         | 88  | Proton Competition        | 3:57.827  | 3:56.160    |             | 48       |
| 49      | LMGT3         | 59  | United Autosports         | 3:58.106  | 3:56.171    |             | 49       |
| 50      | LMGT3         | 54  | Vista AF Corse            | 3:58.632  |             |             | 50       |
| 51      | LMGT3         | 77  | Proton Competition        | 3:59.004  |             |             | 51       |
| 52      | LMGT3         | 87  | Akkodis ASP Team          | 3:59.037  |             |             | 52       |
| 53      | LMGT3         | 57  | Kessel Racing             | 3:59.092  |             |             | 53       |
| 54      | LMGT3         | 31  | The Bend Team WRT         | 3:59.288  |             |             | 54       |
| 55      | LMGT3         | 10  | Racing Spirit of Léman    | 3:59.472  |             |             | 55       |
| 56      | LMGT3         | 85  | Iron Dames                | 4:00.026  |             |             | 56       |
| 57      | LMGT3         | 90  | Manthey                   | 4:00.450  |             |             | 57       |
| 58      | LMGT3         | 13  | AWA Racing                | 4:01.099  |             |             | 58       |
| 59      | LMGT3         | 150 | Richard Mille AF Corse    | Nincs idő |             |             | 59       |
| 60      | LMGT3         | 33  | TF Sport                  | Nincs idő |             |             | 60       |
| 61      | LMGT3         | 60  | Iron Lynx                 | Nincs idő |             |             | 61       |
| 62      | LMGT3         | 63  | Iron Lynx                 | Nincs idő |             |             | 62       |
| Forrás: |               |     |                           |           |             |             |          |

1. ↑  A 6-os Porsche volt a 4. leggyorsabb az időmérőn, de mivel könnyebb volt az autójuk, így kizárták őket az időmérőről. Helyettük a 009-es Aston Martin jutott be a Hyperpole-ba[22]

### Futam
Az értékeléshez szükséges minimális körszám (a verseny győztesének a 70%-a) 270 kör volt. A kategóriagyőzteseket félkövér betűstílussal és ‡ -lel jelöljük.
| Poz                      | Kategória     | No. | Csapat                    | Versenyzők                                                      | Kaszni                           | Gumi | Körök | Idő/ Hátrány/ Kiesés oka     |
| Poz                      | Kategória     | No. | Csapat                    | Versenyzők                                                      | Motor                            | Gumi | Körök | Idő/ Hátrány/ Kiesés oka     |
| ------------------------ | ------------- | --- | ------------------------- | --------------------------------------------------------------- | -------------------------------- | ---- | ----- | ---------------------------- |
| 1. helyezett, aranyérmes | Hypercar      | 83  | AF Corse                  | Phil Hanson Robert Kubica Je Jifei                              | Ferrari 499P                     | M    | 387   | 24:02:53.332‡                |
| 1. helyezett, aranyérmes | Hypercar      | 83  | AF Corse                  | Phil Hanson Robert Kubica Je Jifei                              | Ferrari F163 3.0 L Turbo V6      | M    | 387   | 24:02:53.332‡                |
| 2. helyezett, ezüstérmes | Hypercar      | 6   | Porsche Penske Motorsport | Matt Campbell Kévin Estre Laurens Vanthoor                      | Porsche 963                      | M    | 387   | +14.084                      |
| 2. helyezett, ezüstérmes | Hypercar      | 6   | Porsche Penske Motorsport | Matt Campbell Kévin Estre Laurens Vanthoor                      | Porsche 9RD 4.6 L Turbo V8       | M    | 387   | +14.084                      |
| 3. helyezett, bronzérmes | Hypercar      | 51  | Ferrari AF Corse          | James Calado Antonio Giovinazzi Alessandro Pier Guidi           | Ferrari 499P                     | M    | 387   | +28.487                      |
| 3. helyezett, bronzérmes | Hypercar      | 51  | Ferrari AF Corse          | James Calado Antonio Giovinazzi Alessandro Pier Guidi           | Ferrari F163 3.0 L Turbo V6      | M    | 387   | +28.487                      |
| 4                        | Hypercar      | 12  | Cadillac Hertz Team Jota  | Alex Lynn Norman Nato Will Stevens                              | Cadillac V-Series.R              | M    | 387   | +2:18.639                    |
| 4                        | Hypercar      | 12  | Cadillac Hertz Team Jota  | Alex Lynn Norman Nato Will Stevens                              | Cadillac LMC55R 5.5 L V8         | M    | 387   | +2:18.639                    |
| 5                        | Hypercar      | 7   | Toyota Gazoo Racing       | Mike Conway Kobajasi Kamui Nyck de Vries                        | Toyota GR010 Hybrid              | M    | 386   | +1 kör                       |
| 5                        | Hypercar      | 7   | Toyota Gazoo Racing       | Mike Conway Kobajasi Kamui Nyck de Vries                        | Toyota H8909 3.5 L Turbo V6      | M    | 386   | +1 kör                       |
| 6                        | Hypercar      | 5   | Porsche Penske Motorsport | Julien Andlauer Michael Christensen Mathieu Jaminet             | Porsche 963                      | M    | 386   | +1 kör                       |
| 6                        | Hypercar      | 5   | Porsche Penske Motorsport | Julien Andlauer Michael Christensen Mathieu Jaminet             | Porsche 9RD 4.6 L Turbo V8       | M    | 386   | +1 kör                       |
| 7                        | Hypercar      | 38  | Cadillac Hertz Team Jota  | Earl Bamber Sébastien Bourdais Jenson Button                    | Cadillac V-Series.R              | M    | 386   | +1 kör                       |
| 7                        | Hypercar      | 38  | Cadillac Hertz Team Jota  | Earl Bamber Sébastien Bourdais Jenson Button                    | Cadillac LMC55R 5.5 L V8         | M    | 386   | +1 kör                       |
| 8                        | Hypercar      | 4   | Porsche Penske Motorsport | Felipe Nasr Nick Tandy Pascal Wehrlein                          | Porsche 963                      | M    | 386   | +1 kör                       |
| 8                        | Hypercar      | 4   | Porsche Penske Motorsport | Felipe Nasr Nick Tandy Pascal Wehrlein                          | Porsche 9RD 4.6 L Turbo V8       | M    | 386   | +1 kör                       |
| 9                        | Hypercar      | 35  | Alpine Endurance Team     | Paul-Loup Chatin Habsburg Ferdinánd Charles Milesi              | Alpine A424                      | M    | 385   | +2 kör                       |
| 9                        | Hypercar      | 35  | Alpine Endurance Team     | Paul-Loup Chatin Habsburg Ferdinánd Charles Milesi              | Alpine V634 3.4 L Turbo V6       | M    | 385   | +2 kör                       |
| 10                       | Hypercar      | 36  | Alpine Endurance Team     | Jules Gounon Frédéric Makowiecki Mick Schumacher                | Alpine A424                      | M    | 384   | +3 kör                       |
| 10                       | Hypercar      | 36  | Alpine Endurance Team     | Jules Gounon Frédéric Makowiecki Mick Schumacher                | Alpine V634 3.4 L Turbo V6       | M    | 384   | +3 kör                       |
| 11                       | Hypercar      | 94  | Peugeot TotalEnergies     | Loïc Duval Malthe Jakobsen Stoffel Vandoorne                    | Peugeot 9X8                      | M    | 384   | +3 kör                       |
| 11                       | Hypercar      | 94  | Peugeot TotalEnergies     | Loïc Duval Malthe Jakobsen Stoffel Vandoorne                    | Peugeot X6H 2.6 L Turbo V6       | M    | 384   | +3 kör                       |
| 12                       | Hypercar      | 009 | Aston Martin THOR Team    | Roman De Angelis Alex Riberas Marco Sørensen                    | Aston Martin Valkyrie            | M    | 383   | +4 kör                       |
| 12                       | Hypercar      | 009 | Aston Martin THOR Team    | Roman De Angelis Alex Riberas Marco Sørensen                    | Aston Martin RA 6.5 L V12        | M    | 383   | +4 kör                       |
| 13                       | Hypercar      | 99  | Proton Competition        | Neel Jani Nico Pino Nicolás Varrone                             | Porsche 963                      | M    | 383   | +4 kör                       |
| 13                       | Hypercar      | 99  | Proton Competition        | Neel Jani Nico Pino Nicolás Varrone                             | Porsche 9RD 4.6 L Turbo V8       | M    | 383   | +4 kör                       |
| 14                       | Hypercar      | 007 | Aston Martin THOR Team    | Tom Gamble Ross Gunn Harry Tincknell                            | Aston Martin Valkyrie            | M    | 381   | +6 kör                       |
| 14                       | Hypercar      | 007 | Aston Martin THOR Team    | Tom Gamble Ross Gunn Harry Tincknell                            | Aston Martin RA 6.5 L V12        | M    | 381   | +6 kör                       |
| 15                       | Hypercar      | 8   | Toyota Gazoo Racing       | Sébastien Buemi Brendon Hartley Hirakava Rjó                    | Toyota GR010 Hybrid              | M    | 380   | +7 kör                       |
| 15                       | Hypercar      | 8   | Toyota Gazoo Racing       | Sébastien Buemi Brendon Hartley Hirakava Rjó                    | Toyota H8909 3.5 L Turbo V6      | M    | 380   | +7 kör                       |
| 16                       | Hypercar      | 93  | Peugeot TotalEnergies     | Paul di Resta Mikkel Jensen Jean-Éric Vergne                    | Peugeot 9X8                      | M    | 379   | +8 kör                       |
| 16                       | Hypercar      | 93  | Peugeot TotalEnergies     | Paul di Resta Mikkel Jensen Jean-Éric Vergne                    | Peugeot X6H 2.6 L Turbo V6       | M    | 379   | +8 kör                       |
| 17                       | Hypercar      | 20  | BMW M Team WRT            | Robin Frijns René Rast Sheldon van der Linde                    | BMW M Hybrid V8                  | M    | 375   | +12 kör                      |
| 17                       | Hypercar      | 20  | BMW M Team WRT            | Robin Frijns René Rast Sheldon van der Linde                    | BMW P66/3 4.0 L Turbo V8         | M    | 375   | +12 kör                      |
| 18                       | LMP2          | 43  | Inter Europol Competition | Tom Dillmann Jakub Śmiechowski Nick Yelloly                     | Oreca 07                         | G    | 367   | +20 kör‡                     |
| 18                       | LMP2          | 43  | Inter Europol Competition | Tom Dillmann Jakub Śmiechowski Nick Yelloly                     | Gibson GK428 V8                  | G    | 367   | +20 kör‡                     |
| 19                       | LMP2          | 48  | VDS Panis Racing          | Oliver Gray Esteban Masson Franck Perera                        | Oreca 07                         | G    | 367   | +20 kör                      |
| 19                       | LMP2          | 48  | VDS Panis Racing          | Oliver Gray Esteban Masson Franck Perera                        | Gibson GK428 V8                  | G    | 367   | +20 kör                      |
| 20                       | LMP2 (Pro-Am) | 199 | AO by TF                  | Dane Cameron Louis Delétraz P. J. Hyett                         | Oreca 07                         | G    | 366   | +21 kör‡                     |
| 20                       | LMP2 (Pro-Am) | 199 | AO by TF                  | Dane Cameron Louis Delétraz P. J. Hyett                         | Gibson GK428 V8                  | G    | 366   | +21 kör‡                     |
| 21                       | LMP2          | 9   | Iron Lynx – Proton        | Macéo Capietto Reshad de Gerus Jonas Ried                       | Oreca 07                         | G    | 365   | +22 kör                      |
| 21                       | LMP2          | 9   | Iron Lynx – Proton        | Macéo Capietto Reshad de Gerus Jonas Ried                       | Gibson GK428 V8                  | G    | 365   | +22 kör                      |
| 22                       | LMP2 (Pro-Am) | 29  | TDS Racing                | Mathias Beche Clément Novalak Rodrigo Sales                     | Oreca 07                         | G    | 365   | +22 kör                      |
| 22                       | LMP2 (Pro-Am) | 29  | TDS Racing                | Mathias Beche Clément Novalak Rodrigo Sales                     | Gibson GK428 V8                  | G    | 365   | +22 kör                      |
| 23                       | LMP2 (Pro-Am) | 11  | Proton Competition        | René Binder Giorgio Roda Bent Viscaal                           | Oreca 07                         | G    | 365   | +22 kör                      |
| 23                       | LMP2 (Pro-Am) | 11  | Proton Competition        | René Binder Giorgio Roda Bent Viscaal                           | Gibson GK428 V8                  | G    | 365   | +22 kör                      |
| 24                       | LMP2          | 22  | United Autosports         | Pietro Fittipaldi David Heinemeier Hansson Renger van der Zande | Oreca 07                         | G    | 364   | +23 kör                      |
| 24                       | LMP2          | 22  | United Autosports         | Pietro Fittipaldi David Heinemeier Hansson Renger van der Zande | Gibson GK428 V8                  | G    | 364   | +23 kör                      |
| 25                       | LMP2          | 25  | Algarve Pro Racing        | Lorenzo Fluxá Matthias Kaiser Théo Pourchaire                   | Oreca 07                         | G    | 364   | +23 kör                      |
| 25                       | LMP2          | 25  | Algarve Pro Racing        | Lorenzo Fluxá Matthias Kaiser Théo Pourchaire                   | Gibson GK428 V8                  | G    | 364   | +23 kör                      |
| 26                       | LMP2 (Pro-Am) | 183 | AF Corse                  | António Félix da Costa François Perrodo Matthieu Vaxivière      | Oreca 07                         | G    | 364   | +23 kör                      |
| 26                       | LMP2 (Pro-Am) | 183 | AF Corse                  | António Félix da Costa François Perrodo Matthieu Vaxivière      | Gibson GK428 V8                  | G    | 364   | +23 kör                      |
| 27                       | LMP2 (Pro-Am) | 34  | Inter Europol Competition | Nick Boulle Luca Ghiotto Jean-Baptiste Simmenauer               | Oreca 07                         | G    | 363   | +24 kör                      |
| 27                       | LMP2 (Pro-Am) | 34  | Inter Europol Competition | Nick Boulle Luca Ghiotto Jean-Baptiste Simmenauer               | Gibson GK428 V8                  | G    | 363   | +24 kör                      |
| 28                       | LMP2 (Pro-Am) | 23  | United Autosports         | Ben Hanley Oliver Jarvis Daniel Schneider                       | Oreca 07                         | G    | 363   | +24 kör                      |
| 28                       | LMP2 (Pro-Am) | 23  | United Autosports         | Ben Hanley Oliver Jarvis Daniel Schneider                       | Gibson GK428 V8                  | G    | 363   | +24 kör                      |
| 29                       | LMP2 (Pro-Am) | 16  | RLR MSport                | Ryan Cullen Michael Jensen Patrick Pilet                        | Oreca 07                         | G    | 362   | +25 kör                      |
| 29                       | LMP2 (Pro-Am) | 16  | RLR MSport                | Ryan Cullen Michael Jensen Patrick Pilet                        | Gibson GK428 V8                  | G    | 362   | +25 kör                      |
| 30                       | LMP2 (Pro-Am) | 45  | Algarve Pro Racing        | Nicky Catsburg George Kurtz Alex Quinn                          | Oreca 07                         | G    | 362   | +25 kör                      |
| 30                       | LMP2 (Pro-Am) | 45  | Algarve Pro Racing        | Nicky Catsburg George Kurtz Alex Quinn                          | Gibson GK428 V8                  | G    | 362   | +25 kör                      |
| 31                       | Hypercar      | 15  | BMW M Team WRT            | Kevin Magnussen Raffaele Marciello Dries Vanthoor               | BMW M Hybrid V8                  | M    | 361   | +26 kör                      |
| 31                       | Hypercar      | 15  | BMW M Team WRT            | Kevin Magnussen Raffaele Marciello Dries Vanthoor               | BMW P66/3 4.0 L Turbo V8         | M    | 361   | +26 kör                      |
| 32                       | LMP2          | 37  | CLX – Pure Rxcing         | Tom Blomqvist Alex Malykhin Tristan Vautier                     | Oreca 07                         | G    | 358   | +29 kör                      |
| 32                       | LMP2          | 37  | CLX – Pure Rxcing         | Tom Blomqvist Alex Malykhin Tristan Vautier                     | Gibson GK428 V8                  | G    | 358   | +29 kör                      |
| 33                       | LMGT3         | 92  | Manthey 1st Phorm         | Ryan Hardwick Richard Lietz Riccardo Pera                       | Porsche 911 GT3 R (992)          | G    | 341   | +46 kör‡                     |
| 33                       | LMGT3         | 92  | Manthey 1st Phorm         | Ryan Hardwick Richard Lietz Riccardo Pera                       | Porsche M97/80 4.2 L Flat-6      | G    | 341   | +46 kör‡                     |
| 34                       | LMGT3         | 21  | Vista AF Corse            | François Hériau Simon Mann Alessio Rovera                       | Ferrari 296 GT3                  | G    | 341   | +46 kör                      |
| 34                       | LMGT3         | 21  | Vista AF Corse            | François Hériau Simon Mann Alessio Rovera                       | Ferrari F163CE 3.0 L Turbo V6    | G    | 341   | +46 kör                      |
| 35                       | LMGT3         | 81  | TF Sport                  | Rui Andrade Charlie Eastwood Tom van Rompuy                     | Chevrolet Corvette Z06 GT3.R     | G    | 341   | +46 kör                      |
| 35                       | LMGT3         | 81  | TF Sport                  | Rui Andrade Charlie Eastwood Tom van Rompuy                     | Chevrolet LT6.R 5.5 L V8         | G    | 341   | +46 kör                      |
| 36                       | LMGT3         | 27  | Heart of Racing Team      | Mattia Drudi Ian James Zacharie Robichon                        | Aston Martin Vantage AMR GT3 Evo | G    | 341   | +46 kör                      |
| 36                       | LMGT3         | 27  | Heart of Racing Team      | Mattia Drudi Ian James Zacharie Robichon                        | Aston Martin M177 4.0 L Turbo V8 | G    | 341   | +46 kör                      |
| 37                       | LMGT3         | 87  | Akkodis ASP Team          | José María López Clemens Schmid Răzvan Umbrărescu               | Lexus RC F GT3                   | G    | 340   | +47 kör                      |
| 37                       | LMGT3         | 87  | Akkodis ASP Team          | José María López Clemens Schmid Răzvan Umbrărescu               | Lexus 2UR-GSE 5.0 L V8           | G    | 340   | +47 kör                      |
| 38                       | LMGT3         | 90  | Manthey                   | Antares Au Klaus Bachler Loek Hartog                            | Porsche 911 GT3 R (992)          | G    | 340   | +47 kör                      |
| 38                       | LMGT3         | 90  | Manthey                   | Antares Au Klaus Bachler Loek Hartog                            | Porsche M97/80 4.2 L Flat-6      | G    | 340   | +47 kör                      |
| 39                       | LMGT3         | 33  | TF Sport                  | Jonny Edgar Daniel Juncadella Ben Keating                       | Chevrolet Corvette Z06 GT3.R     | G    | 339   | +48 kör                      |
| 39                       | LMGT3         | 33  | TF Sport                  | Jonny Edgar Daniel Juncadella Ben Keating                       | Chevrolet LT6.R 5.5 L V8         | G    | 339   | +48 kör                      |
| 40                       | LMGT3         | 57  | Kessel Racing             | Takeshi Kimura Daniel Serra Casper Stevenson                    | Ferrari 296 GT3                  | G    | 339   | +48 kör                      |
| 40                       | LMGT3         | 57  | Kessel Racing             | Takeshi Kimura Daniel Serra Casper Stevenson                    | Ferrari F163CE 3.0 L Turbo V6    | G    | 339   | +48 kör                      |
| 41                       | LMGT3         | 77  | Proton Competition        | Ben Barker Bernardo Sousa Ben Tuck                              | Ford Mustang GT3                 | G    | 338   | +49 kör                      |
| 41                       | LMGT3         | 77  | Proton Competition        | Ben Barker Bernardo Sousa Ben Tuck                              | Ford Coyote 5.4 L V8             | G    | 338   | +49 kör                      |
| 42                       | LMGT3         | 13  | AWA Racing                | Matt Bell Orey Fidani Lars Kern                                 | Chevrolet Corvette Z06 GT3.R     | G    | 338   | +49 kör                      |
| 42                       | LMGT3         | 13  | AWA Racing                | Matt Bell Orey Fidani Lars Kern                                 | Chevrolet LT6.R 5.5 L V8         | G    | 338   | +49 kör                      |
| 43                       | LMGT3         | 150 | Richard Mille AF Corse    | Riccardo Agostini Custodio Toledo Lilou Wadoux                  | Ferrari 296 GT3                  | G    | 338   | +49 kör                      |
| 43                       | LMGT3         | 150 | Richard Mille AF Corse    | Riccardo Agostini Custodio Toledo Lilou Wadoux                  | Ferrari F163CE 3.0 L Turbo V6    | G    | 338   | +49 kör                      |
| 44                       | LMGT3         | 61  | Iron Lynx                 | Martin Berry Lin Hodenius Maxime Martin                         | Mercedes-AMG GT3 Evo             | G    | 337   | +50 kör                      |
| 44                       | LMGT3         | 61  | Iron Lynx                 | Martin Berry Lin Hodenius Maxime Martin                         | Mercedes-AMG M159 6.2 L V8       | G    | 337   | +50 kör                      |
| 45                       | LMGT3         | 10  | Racing Spirit of Léman    | Eduardo Barrichello Derek DeBoer Valentin Hasse-Clot            | Aston Martin Vantage AMR GT3 Evo | G    | 336   | +51 kör                      |
| 45                       | LMGT3         | 10  | Racing Spirit of Léman    | Eduardo Barrichello Derek DeBoer Valentin Hasse-Clot            | Aston Martin M177 4.0 L Turbo V8 | G    | 336   | +51 kör                      |
| 46                       | LMGT3         | 193 | Ziggo Sport – Tempesta    | Eddie Cheever III Chris Froggatt Jonathan Hui                   | Ferrari 296 GT3                  | G    | 335   | +52 kör                      |
| 46                       | LMGT3         | 193 | Ziggo Sport – Tempesta    | Eddie Cheever III Chris Froggatt Jonathan Hui                   | Ferrari F163CE 3.0 L Turbo V6    | G    | 335   | +52 kör                      |
| 47                       | LMGT3         | 63  | Iron Lynx                 | Brenton Grove Stephen Grove Luca Stolz                          | Mercedes-AMG GT3 Evo             | G    | 334   | +53 kör                      |
| 47                       | LMGT3         | 63  | Iron Lynx                 | Brenton Grove Stephen Grove Luca Stolz                          | Mercedes-AMG M159 6.2 L V8       | G    | 334   | +53 kör                      |
| 48                       | LMGT3         | 85  | Iron Dames                | Sarah Bovy Rahel Frey Célia Martin                              | Porsche 911 GT3 R (992)          | G    | 334   | +53 kör                      |
| 48                       | LMGT3         | 85  | Iron Dames                | Sarah Bovy Rahel Frey Célia Martin                              | Porsche M97/80 4.2 L Flat-6      | G    | 334   | +53 kör                      |
| HN                       | LMGT3         | 59  | United Autosports         | Sébastien Baud James Cottingham Grégoire Saucy                  | McLaren 720S GT3 Evo             | G    | 314   | Nem ért be                   |
| HN                       | LMGT3         | 59  | United Autosports         | Sébastien Baud James Cottingham Grégoire Saucy                  | McLaren M840T 4.0 L Turbo V8     | G    | 314   | Nem ért be                   |
| Ki                       | LMP2          | 28  | IDEC Sport                | Sebastián Álvarez Paul Lafargue Job van Uitert                  | Oreca 07                         | G    | 308   | Elvesztett kerék             |
| Ki                       | LMP2          | 28  | IDEC Sport                | Sebastián Álvarez Paul Lafargue Job van Uitert                  | Gibson GK428 V8                  | G    | 308   | Elvesztett kerék             |
| Ki                       | LMGT3         | 78  | Akkodis ASP Team          | Finn Gehrsitz Jack Hawksworth Arnold Robin                      | Lexus RC F GT3                   | G    | 268   | Baleseti sérülés             |
| Ki                       | LMGT3         | 78  | Akkodis ASP Team          | Finn Gehrsitz Jack Hawksworth Arnold Robin                      | Lexus 2UR-GSE 5.0 L V8           | G    | 268   | Baleseti sérülés             |
| Ki                       | Hypercar      | 311 | Cadillac Whelen           | Jack Aitken Felipe Drugovich Frederik Vesti                     | Cadillac V-Series.R              | M    | 247   | Motorhiba                    |
| Ki                       | Hypercar      | 311 | Cadillac Whelen           | Jack Aitken Felipe Drugovich Frederik Vesti                     | Cadillac LMC55R 5.5 L V8         | M    | 247   | Motorhiba                    |
| Ki                       | LMP2          | 18  | IDEC Sport                | Jamie Chadwick Mathys Jaubert André Lotterer                    | Oreca 07                         | G    | 206   | Elvesztett kerék             |
| Ki                       | LMP2          | 18  | IDEC Sport                | Jamie Chadwick Mathys Jaubert André Lotterer                    | Gibson GK428 V8                  | G    | 206   | Elvesztett kerék             |
| Ki                       | LMGT3         | 54  | Vista AF Corse            | Francesco Castellacci Thomas Flohr Davide Rigon                 | Ferrari 296 GT3                  | G    | 192   | Mechanikai probléma          |
| Ki                       | LMGT3         | 54  | Vista AF Corse            | Francesco Castellacci Thomas Flohr Davide Rigon                 | Ferrari F163CE 3.0 L Turbo V6    | G    | 192   | Mechanikai probléma          |
| Ki                       | Hypercar      | 101 | Cadillac WTR              | Filipe Albuquerque Jordan Taylor Ricky Taylor                   | Cadillac V-Series.R              | M    | 189   | Motorhiba                    |
| Ki                       | Hypercar      | 101 | Cadillac WTR              | Filipe Albuquerque Jordan Taylor Ricky Taylor                   | Cadillac LMC55R 5.5 L V8         | M    | 189   | Motorhiba                    |
| Ki                       | LMP2 (Pro-Am) | 24  | Nielsen Racing            | Cem Bölükbaşı Colin Braun Naveen Rao                            | Oreca 07                         | G    | 170   | Baleset                      |
| Ki                       | LMP2 (Pro-Am) | 24  | Nielsen Racing            | Cem Bölükbaşı Colin Braun Naveen Rao                            | Gibson GK428 V8                  | G    | 170   | Baleset                      |
| Ki                       | LMGT3         | 31  | The Bend Team WRT         | Timur Boguslavskiy Augusto Farfus Yasser Shahin                 | BMW M4 GT3 Evo                   | G    | 168   | Ütközés miatti sérülés       |
| Ki                       | LMGT3         | 31  | The Bend Team WRT         | Timur Boguslavskiy Augusto Farfus Yasser Shahin                 | BMW P58 3.0 L Turbo I6           | G    | 168   | Ütközés miatti sérülés       |
| Ki                       | LMGT3         | 46  | Team WRT                  | Ahmad Al Harthy Valentino Rossi Kelvin van der Linde            | BMW M4 GT3 Evo                   | G    | 156   | Elektronikai probléma        |
| Ki                       | LMGT3         | 46  | Team WRT                  | Ahmad Al Harthy Valentino Rossi Kelvin van der Linde            | BMW P58 3.0 L Turbo I6           | G    | 156   | Elektronikai probléma        |
| Ki                       | LMGT3         | 95  | United Autosports         | Sean Gelael Darren Leung Szató Marino                           | McLaren 720S GT3 Evo             | G    | 80    | Hajtáslánc                   |
| Ki                       | LMGT3         | 95  | United Autosports         | Sean Gelael Darren Leung Szató Marino                           | McLaren M840T 4.0 L Turbo V8     | G    | 80    | Hajtáslánc                   |
| Ki                       | LMGT3         | 60  | Iron Lynx                 | Andrew Gilbert Lorcan Hanafin Fran Rueda                        | Mercedes-AMG GT3 Evo             | G    | 57    | Motorhiba                    |
| Ki                       | LMGT3         | 60  | Iron Lynx                 | Andrew Gilbert Lorcan Hanafin Fran Rueda                        | Mercedes-AMG M159 6.2 L V8       | G    | 57    | Motorhiba                    |
| Ki                       | LMGT3         | 88  | Proton Competition        | Stefano Gattuso Giammarco Levorato Dennis Olsen                 | Ford Mustang GT3                 | G    | 46    | Baleset                      |
| Ki                       | LMGT3         | 88  | Proton Competition        | Stefano Gattuso Giammarco Levorato Dennis Olsen                 | Ford Coyote 5.4 L V8             | G    | 46    | Baleset                      |
| Kiz                      | Hypercar      | 50  | Ferrari AF Corse          | Antonio Fuoco Miguel Molina Nicklas Nielsen                     | Ferrari 499P                     | M    | 387   | +29.666 Túl nagy szárnydőlés |
| Kiz                      | Hypercar      | 50  | Ferrari AF Corse          | Antonio Fuoco Miguel Molina Nicklas Nielsen                     | Ferrari F163 3.0 L Turbo V6      | M    | 387   | +29.666 Túl nagy szárnydőlés |
| Forrás:                  |               |     |                           |                                                                 |                                  |      |       |                              |